# Modelo econométrico
Los modelos econométricos son modelos estadísticos utilizados en econometría. Un modelo econométrico especifica la relación estadística que se cree que existe entre las diversas cantidades económicas pertenecientes a un fenómeno económico particular. Un modelo econométrico puede derivarse de un modelo económico determinista teniendo en cuenta la incertidumbre, o de un modelo económico que en sí mismo es estocástico. Sin embargo, también es posible utilizar modelos econométricos que no estén vinculados a ninguna teoría económica específica. 
Un ejemplo simple de modelo econométrico es aquel que supone que el gasto mensual de los consumidores depende linealmente de los ingresos de los consumidores en el mes anterior. Entonces el modelo estará formado por la ecuación
{\displaystyle C_{t}=a+bY_{t-1}+e_{t},}
donde C t es el gasto del consumidor en el mes t, Y t -1 es el ingreso durante el mes anterior y e t es un término de error que mide hasta qué punto el modelo no puede explicar completamente el consumo. Entonces un objetivo del econometrista es obtener estimaciones de los parámetros a y b; Estos valores de parámetros estimados, cuando se utilizan en la ecuación del modelo, permiten que las predicciones de los valores futuros de consumo estén supeditadas a los ingresos del mes anterior.

## Definición formal
En econometría, como en estadística en general, se presupone que las cantidades que se analizan pueden tratarse como variables aleatorias. Un modelo econométrico es entonces un conjunto de distribuciones de probabilidad conjuntas al que se supone pertenece la verdadera distribución de probabilidad conjunta de las variables bajo estudio. En el caso en que los elementos de este conjunto puedan indexarse mediante un número finito de parámetros de valor real, el modelo se denomina modelo paramétrico; de lo contrario, es un modelo no paramétrico o semiparamétrico. Gran parte de la econometría es el estudio de métodos para seleccionar modelos, estimarlos y realizar inferencias sobre ellos.
Los modelos econométricos más comunes son estructurales, ya que transmiten información causal y contrafactual,  y se utilizan para la evaluación de políticas. Por ejemplo, se podría utilizar una ecuación que modele el gasto de consumo en función del ingreso para ver qué consumo estaría supeditado a cualquiera de los diversos niveles hipotéticos de ingreso, de los cuales sólo uno (dependiendo de la política fiscal elegida) terminará ocurriendo en realidad.

## Modelos básicos
Algunos de los modelos econométricos comunes son:
- Regresión lineal
- Modelos lineales generalizados
- Probit
- Logit
- Tobit
- ARIMA
- Autorregresión vectorial
- Cointegración
- Hazard

## Uso en la formulación de políticas
Los bancos centrales y los gobiernos utilizan modelos integrales de relaciones macroeconómicas para evaluar y orientar la política económica. Un modelo econométrico famoso de esta naturaleza es el modelo econométrico del Banco de la Reserva Federal.

## Otras lecturas
- Asteriou, Dimitros; Hall, Stephen G. (2011). «The Classical Linear Regression Model». Applied Econometrics (Second edición). Palgrave MacMillan. pp. 29–91. ISBN 978-0-230-27182-1.
- Davidson, Russell; James G. MacKinnon (1993). Estimation and Inference in Econometrics. Oxford University Press. ISBN 0-19-506011-3.
- Granger, Clive (1991). Modelling Economic Series: Readings in Econometric Methodology. Oxford University Press. ISBN 0-19-828736-4.
- Pagan, Adrian; Aman Ullah (1999). Nonparametric Econometrics. Cambridge University Press. ISBN 0-521-58611-9.
- Pedace, Roberto (2013). «Building the Classical Linear Regression Model». Econometrics for Dummies. Hoboken, NJ: Wiley. pp. 59–134. ISBN 978-1-118-53384-0.